# Lånke
Lånke is een voormalige gemeente in Noorwegen. De gemeente lag in de toenmalige provincie Nord-Trøndelag. In 1962 werd Lånke samen met Hegra bij  Stjørdal gevoegd. Sinds 2017 ligt het in de fusieprovincie Trøndelag. De parochiekerk van Lånke dateert uit 1899. In de voormalige gemeente ligt het station Hell waar Nordlandsbanen en Meråkerbanen samenkomen.